# Pachycraerus montanus
Pachycraerus montanus är en skalbaggsart som beskrevs av Lewis 1907. Pachycraerus montanus ingår i släktet Pachycraerus och familjen stumpbaggar. Inga underarter finns listade i Catalogue of Life.